# Eliaskirche (Kusseir)
Die Eliaskirche oder Kirche St. Elias (arabisch كنيسة مار الياس oder كنيسة القديس إلياس) ist die Kirche der melkitischen Christen in al-Qusair in Syrien. Im Bürgerkrieg in Syrien diente die Kirche 2012 und 2013 als Rebellenhauptquartier und wurde schwer beschädigt, aber nach 2014 restauriert.

## Geschichte
In den 1940er Jahren stellte der melkitische Bischof von Homs, Hama und Yabrud fest, dass die wachsende melkitische Gemeinde in al-Qusair eine neue, größere Kirche benötigte. Aus den Überresten einer Kathedrale in der Nähe von al-Qusair wurden Jahrhunderte alte Mauersteine zusammengetragen, die als Baumaterial für die neue Kirche dienten. 1948 wurde die Eliaskirche eingeweiht.
Vor dem Bürgerkrieg in Syrien hatte al-Qusair rund 40.000 Einwohner, mehrheitlich sunnitische Muslime und etwa 10.000 Christen, überwiegend Angehörige der melkitischen griechisch-katholischen Kirche. Am 24. Februar 2012 hatte die Freie Syrische Armee der Aufständischen al-Qusair ganz unter Kontrolle, nachdem die letzten 80 Soldaten der Regierung geflohen waren. Anfang Juni 2012 lebten von vormals 10.000 noch etwa 1000 Christen im Ort. Am 2. Juni 2012 stellte der einheimische islamistische Militärführer und Prediger Abdel Salam Harba den Christen ein Ultimatum, dass sie entweder für die Rebellen kämpfen oder den Ort verlassen müssten. Auch aus den Lautsprechern einiger Moscheen ertönte die Aufforderung: „Christen müssen bis zum Freitag al-Qusair verlassen.“ Anfang Juli wurde das Gebäude der Eliaskirche Hauptquartier der islamistischen Rebellen. Hierzu wurden die Türen aufgebrochen, und in einer öffentlichen Feier wurden die Glocken geläutet, die Ikonen und andere Objekte aus der Kirche verhöhnt und zerstört. Am 12. Oktober wiederholte Abdel Salam Harba seine Aufforderung. Nun verließen nahezu alle Christen den Ort und mussten bei Verwandten oder Freunden in Damaskus oder anderswo in Syrien unterkommen. Nur sehr wenige, meist Alte, blieben zurück. Die Eliaskirche, nun Rebellenhauptquartier, wurde bei den folgenden Kämpfen, die von Anfang April bis Anfang Juni 2013 am intensivsten waren, von den Regierungskräften unter Feuer genommen und am Dach und an den Wänden beschädigt. Nach Einschätzung der Gemeinde war dennoch der Schaden durch Plünderung und mutwillige Zerstörung am höchsten, denn dieser war in dieser Kirche schlimmer als in allen anderen Kirchen, die nicht völlig vernichtet wurden. Am 5. Juni 2013 nahm die Regierungsarmee mit massiver Unterstützung der libanesischen schiitischen Hisbollah al-Qusair wieder vollständig ein.
Die Eliaskirche wurde nach der Vertreibung der islamistischen Rebellen mit Mitteln von Kirche in Not (ACN International) soweit wieder hergerichtet, dass Gottesdienste stattfinden können.

## Architektur
Die geostete Kirche hat einen rechteckigen, fast quadratischen Grundriss und ein kreuzförmiges, halbkreisförmig gewölbtes Dach mit einer Kuppel in der Mitte. Die Apsis befindet sich auf der Ostseite, der Haupteingang im Norden. Der offene Glockenturm mit quadratischem Querschnitt steht auf der nordöstlichen Ecke des Gebäudes und hat eine kleine Kuppel. Auf beiden Kuppeln steht jeweils ein dreidimensionales Kreuz mit drei Balken, das größere auf der Zentralkuppel. Die Kirche wurde aus alten Steinen einer früheren, vor langer Zeit zerstörten Kirche gemauert.

## Kirchenfeiern
Jedes Jahr werden in der Kirche der Heilige Elias am 20. Juli sowie Mariä Aufnahme in den Himmel am 15. August gefeiert.